# Lucy Bomez
Lucy Bomez, wirklich Lucia Bomez (geb. vor 1963) ist eine ehemalige italienische Schauspielerin.
Bomez war in Fotoromanen und etwa zehn Filmen, die zwischen 1963 und 1969 entstanden, zu sehen.

## Filmografie (Auswahl)
- 1964: Die verdammten Pistolen von Dallas (Las malditas pistolas de Dallas)
- 1966: El Cisco
- 1969: Django und die Bande der Bluthunde (Django il bastardo)
- 1970: Giunse Ringo e… fu tempo di massacro